# Symbolanthus pascoensis
Symbolanthus pascoensis är en gentianaväxtart som beskrevs av J.E.Molina och Struwe. Symbolanthus pascoensis ingår i släktet Symbolanthus och familjen gentianaväxter. Inga underarter finns listade i Catalogue of Life.